# Claudia Lagos
Claudia Pamela Lagos Serrano es una educadora de párvulos y política chilena, que desde el 8 de septiembre de 2022 se desempeña como subsecretaria de Educación Parvularia de su país, bajo el gobierno del presidente Gabriel Boric.

## Biografía

### Estudios
En 1990, ingresó a cursar la carrera de educación parvularia en la Pontificia Universidad Católica de Chile (UC), egresando en 1994. Luego, cursó un magíster en educación en la Universidad Academia de Humanismo Cristiano y un doctorado en educación en el Instituto de Educación de la Universidad ORT, Uruguay.

### Carrera profesional
Comenzó su actividad profesional en marzo de 2003, incorporándose como investigadora académica en la Universidad Diego Portales. Más adelante, entre julio de 2009 y julio de 2017, ejerció como directora de Pedagogía Educación Parvularia en el mismo establecimiento de educación superior.
En noviembre de 2019 dejó el puesto como investigadora académica, integrándose como coordinadora de formación docente al Centro de Perfeccionamiento, Experimentación e Investigaciones Pedagógicas (CPEIP), actuando en el cargo de la entidad dependiente del Ministerio de Educación (Mineduc) hasta febrero de 2022. En enero de ese último año, asumió como directora de la «Unidad Técnica de Evaluación Educativa» de la Facultad de Educación y Ciencias Sociales de la Universidad Andrés Bello.
De la misma manera, abandonó esa función el 8 de abril de dicho año, pasando a desempeñarse como directora ejecutiva de la Fundación Integra (organización que forma parte de la Coordinación Sociocultural de la Presidencia de la República), nombrada por el gobierno del presidente Gabriel Boric. Políticamente independiente, el 8 de septiembre, Boric efectuó cambios en la titularidad de seis subsecretarías de Estado, entre las cuales estaba la de Educación Parvularia, nombrándola en reemplazo de la militante del Partido Socialista (PS), María Isabel Díaz.